# Aeroporto de Sandefjord
O Aeroporto de Sandefjord (IATA TRF, ICAO: ENTO) é um aeroporto localizado em Sandefjord, Noruega.